# ساردین خال‌دار

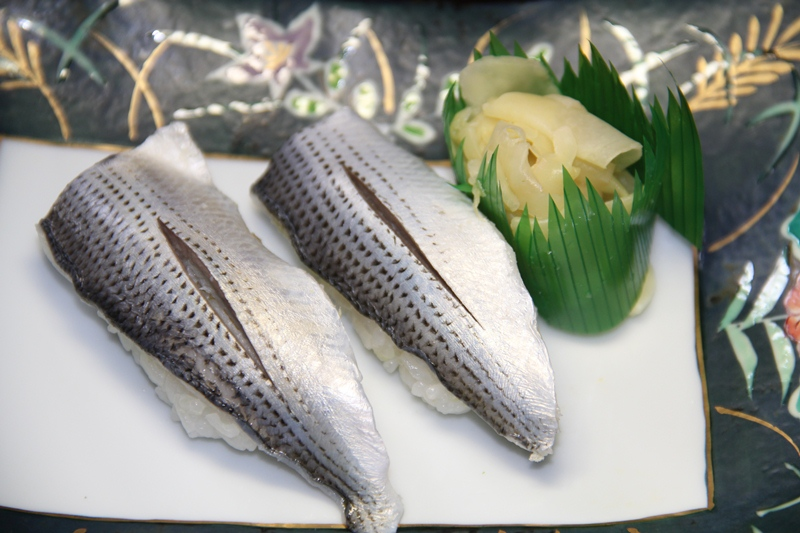
سوشی کوهادا

ساردین خال‌دار (نام علمی: Konosirus punctatus) نام یک گونه از تیره شگ‌ماهیان است.
به زبان ژاپنی کونوشیرو نامیده می‌شود. این ماهی بعد از اینکه در سرکه خوابانده شد کوهادا نامیده می‌شود و یکی از عناصر سوشی است.